# Frank Brimsek
Francis Charles »Mister Zero« Brimsek, ameriški hokejist slovenskega rodu, * 26. september 1913, Eveleth, Minnesota, ZDA, † 11. november, 1998, ZDA.
Brimsek, z vzdevkom »Mister Zero«, je bil večino svoje hokejske kariere vratar NHL moštva Boston Bruins, kjer je debitiral v sezoni 1938/1939, ko je dobil nagrado Calder Memorial Trophy za najboljšega novinca lige, ter s klubom osvojil Stanleyev pokal, uspeh ki ga je klub z Brimskom v vratih ponovil tudi v sezoni 1940/1941. Po prekinitvi zaradi druge svetovne vojne, je po štirih sezonah prestopil v klub Chicago Black Hawks v sezoni 1949/1950, po koncu sezone pa se je upokojil. 
Leta 1966 je bil kot prvi američan sprejet v Hokejski hram slavnih lige NHL, leta 1973 pa še v Ameriški hokejski hram slavnih. Leta 1998, tik pred svojo smrtjo, ga je priznana hokejska revija The Hockey News na lestvici stotih najboljših igralcev lige NHL uvrstila na 67. mesto. Velja za enega prvih velikih ameriških hokejistov in najboljšega hokejista slovenskega rodu.

## Pregled kariere
Odebeljeno - reprezentančni nastopi, glej tudi Statistika pri hokeju na ledu.
| Moštvo                   | Liga    | Sezona |    | Redni del | Redni del | Redni del | Redni del | Redni del | Redni del | Redni del | Redni del |    | Končnica | Končnica | Končnica | Končnica | Končnica | Končnica | Končnica | Končnica |
| ------------------------ | ------- | ------ | -- | --------- | --------- | --------- | --------- | --------- | --------- | --------- | --------- | -- | -------- | -------- | -------- | -------- | -------- | -------- | -------- | -------- |
| Moštvo                   | Liga    | Sezona | OT | PG        | G         | P         | T         | KM        | GT        | OD        | OT        | PG | G        | P        | T        | KM       | GT       | OD       |          |          |
| Eveleth Rangers          | USJHA   | 34/35  |    |           |           |           |           |           |           |           |           |    |          |          |          |          |          |          |          |          |
| Pittsburgh Yellowjackets | X-Games | 34/35  |    | 16        |           | 14        | 2         | 0         | 1         | 2.44      |           |    |          |          |          |          |          |          |          |          |
| Pittsburgh Yellowjackets | EAHL    | 35/36  |    | 38        |           | 20        | 16        | 2         | 8         | 1.95      |           |    | 8        |          | 4        | 3        | 1        | 2        | 2.36     |          |
| Pittsburgh Yellowjackets | EAHL    | 36/37  |    | 47        |           | 19        | 23        | 5         | 3         | 3.02      |           |    |          |          |          |          |          |          |          |          |
| Providence Reds          | IAHL    | 37/38  |    | 48        |           | 25        | 16        | 7         | 5         | 1.75      |           |    | 7        |          | 5        | 2        | 0        | 0        | 1.86     |          |
| New Haven Eagles         | IAHL    | 37/38  |    |           |           |           |           |           |           |           |           |    | 1        |          | 0        | 1        | 0        | 0        | 1.94     |          |
| Providence Reds          | IAHL    | 38/39  |    | 9         |           | 5         | 2         | 2         | 0         | 1.89      |           |    |          |          |          |          |          |          |          |          |
| Boston Bruins            | NHL     | 38/39  |    | 43        |           | 33        | 9         | 1         | 10        | 1.56      |           |    | 12       |          | 8        | 4        |          | 1        | 1.25     |          |
| Boston Bruins            | NHL     | 39/40  |    | 48        |           | 31        | 12        | 5         | 6         | 1.99      |           |    | 6        |          | 2        | 4        |          | 0        | 2.50     |          |
| Boston Bruins            | NHL     | 40/41  |    | 48        |           | 27        | 8         | 13        | 6         | 2.01      |           |    | 11       |          | 8        | 3        |          | 1        | 2.04     |          |
| Boston Bruins            | NHL     | 41/42  |    | 47        |           | 24        | 17        | 6         | 3         | 2.35      |           |    | 5        |          | 2        | 3        |          | 0        | 3.13     |          |
| Boston Bruins            | NHL     | 42/43  |    | 50        |           | 24        | 17        | 9         | 1         | 3.52      |           |    | 9        |          | 4        | 5        |          | 0        | 3.54     |          |
| Coast Guard Cutters      | X-Games | 43/44  |    | 27        |           | 19        | 6         | 2         | 1         | 3.07      |           |    | 5        |          | 4        | 0        | 0        | 1        | 0.80     |          |
| Boston Bruins            | NHL     | 45/46  |    | 34        |           | 16        | 14        | 4         | 2         | 3.26      |           |    | 10       |          | 5        | 5        |          | 0        | 2.67     |          |
| Boston Bruins            | NHL     | 46/47  |    | 60        |           | 26        | 23        | 11        | 3         | 2.92      |           |    | 5        |          | 1        | 4        |          | 0        | 2.80     |          |
| Boston Bruins            | NHL     | 47/48  |    | 60        |           | 23        | 24        | 13        | 3         | 2.80      |           |    | 5        |          | 1        | 4        |          | 0        | 3.79     |          |
| Boston Bruins            | NHL     | 48/49  |    | 54        |           | 26        | 20        | 8         | 1         | 2.72      |           |    | 5        |          | 1        | 4        |          | 0        | 3.04     |          |
| Chicago Black Hawks      | NHL     | 49/50  |    | 70        |           | 22        | 38        | 10        | 5         | 3.49      |           |    |          |          |          |          |          |          |          |          |

## Priznanja
- Calder Memorial Trophy (1939)
- Prvi vratar tekme vseh zvezd lige NHL (1939, 1942)
- Drugi vratar tekme vseh zvezd lige NHL (1940, 1941, 1943, 1946, 1947, 1948)
- Vezina Trophy (1939, 1942)